# Torcy, Saône-et-Loire
Torcy är en kommun i departementet Saône-et-Loire i regionen Bourgogne-Franche-Comté i östra Frankrike. Kommunen ligger i kantonen Montcenis som tillhör arrondissementet Autun. År 2022 hade Torcy 2 805 invånare.

## Befolkningsutveckling
Antalet invånare i kommunen Torcy
| Referens: INSEE |